# Ampedus minos
Ampedus minos е вид бръмбар от семейство Полски ковачи (Elateridae).

## Разпространение
Този вид е разпространен в Гърция (Крит).